# Divisional Tercera de Ascenso de Uruguay
La Divisional Tercera de Ascenso, popularmente conocida simplemente como DTA, es una competición de básquetbol organizada por la FUBB la cual nuclea a los clubes de tercera división. Los equipos participantes de este torneo luchan por ascender a la Liga Uruguaya de Ascenso.

## Equipos participantes

### Temporada 2025
Los equipos participantes en la DTA 2025:
| Equipo                 | Ciudad     | Barrio              | Títulos |
| ---------------------- | ---------- | ------------------- | ------- |
| Albatros               | Montevideo | Atahualpa           |         |
| Ateneo                 | Piriápolis | Centro (Piriápolis) |         |
| Auriblanco             | Montevideo | Bella Vista         | 1       |
| Reducto                | Montevideo | Reducto             | 1       |
| Capurro                | Montevideo | Capurro             | 1       |
| Layva                  | Montevideo | Villa Dolores       |         |
| Defensores de Maroñas  | Montevideo | Curva de Maroñas    |         |
| Juventud               | Canelones  | Las Piedras         |         |
| 25 de Agosto           | Montevideo | Villa Dolores       | 1       |
| San Telmo Rápido Sport | Montevideo | La Blanqueada       |         |
| Olivol Mundial         | Montevideo | Jacinto Vera        | 3       |
| Sayago                 | Montevideo | Sayago              |         |

## Campeones

### Títulos por año
| Divisional Tercera de Ascenso | Divisional Tercera de Ascenso | Divisional Tercera de Ascenso |
| Temporada                     | Campeón                       | Otros ascensos                |
| ----------------------------- | ----------------------------- | ----------------------------- |
| 2003                          | Capurro                       | Reducto                       |
| 2004                          | Hebraica y Macabi             | Las Bóvedas                   |
| 2005                          | Stockolmo                     | Larre Borges                  |
| 2006                          | 25 de Agosto                  | Juventud                      |
| 2007                          | Guruyú Waston                 | Marne                         |
| 2008                          | Montevideo                    | Capitol                       |
| 2009                          | Guruyú Waston                 | Marne                         |
| 2010                          | Urunday Universitario         | Goes                          |
| 2011                          | Romis Nelimar                 | Marne - Reducto               |
| 2012                          | Colón                         | Stockolmo - 25 de Agosto      |
| 2013                          | Olivol Mundial                | Romis Nelimar                 |
| 2014                          | Cordón                        | Larrañaga                     |
| 2015                          | Miramar                       | 25 de Agosto                  |
| 2016                          | Auriblanco                    | Colón                         |
| 2017                          | Olivol Mundial                | Lagomar                       |
| 2018                          | Peñarol                       | Danubio                       |
| 2019                          | Olivol Mundial                | Urupan                        |
| 2021                          | Larrañaga                     | San Telmo                     |
| 2022                          | Atenas                        | Welcome                       |
| 2023                          | Montevideo                    | Bohemios                      |
| 2024                          | Atenas                        | Marne - Yale                  |